# Airport Tycoon 3
Airport Tycoon 3 (рус. «Воздушный порт 3») — компьютерная игра в жанре экономической стратегии по строительству и развитию аэропорта. Игра разработана компанией InterActive Vision Games и издана Global Star Software 24 октября 2003 года, локализатором и издателем в России выступила компания Акелла.

## Игровой процесс
Игрок выбирает город, в котором будет развивать аэропорт. Города отличаются между собой погодой, размером выделенной площади под аэропорт, популярностью направлений авиаперевозок, как внутри страны, так и международных направлений. В течение игры игрок развивает свой аэропорт, постепенно увеличивая пропускную способность, вводит новые направления авиаперевозок, покупая новые самолёты.
Строительство аэропорта начинается 1 января 1970 года (по игровому времени). Для начала необходимо построить здание аэропорта или грузового терминала, ВПП, рулёжные дорожки, стоянки для самолётов, аэродромные службы (склады, ангары и т. д.) Со временем игроку будут доступны новые здания — более длинные полосы, большие терминалы, будут предлагаться контракты с авиакомпаниями, рейсовые контракты, а также контракты на постройку отелей, АЗС, магазинов Duty Free внутри пассажирских терминалов.

## Критика
| Сводный рейтинг       | Сводный рейтинг |
| Агрегатор             | Оценка          |
| --------------------- | --------------- |
| Metacritic            | 46/100 (PC)     |
| «Критиканство»        | 59              |
| Иноязычные издания    |                 |
| Издание               | Оценка          |
| GameSpot              | 5/10            |
| IGN                   | 4               |
| Русскоязычные издания |                 |
| Издание               | Оценка          |
| Absolute Games        | 54              |
| «НИМ»                 | 6,3             |

Игра была прохладно встречена критиками и средний рейтинг на агрегаторе рецензий Metacritic составил 46 баллов на основе четырёх рецензий.
Критиками отмечается общее однообразие геймплея и постановка задач перед игроком.